# Ivanas Stapovičius
Ivanas Stapovičius (ur. 14 czerwca 1980 r. w Wilnie) – litewski bokser.

## Kariera amatorska
W 1998 roku zdobył srebrny medal na mistrzostwach europy w Mińsku. W ćwierćfinale, Stapovičius wyeliminował brązowego medalistę Olimpijskiego z Atlanty, Rafaela Lozano. W półfinale pokonał Węgra Pála Lakatosa a w finale, reprezentant Litwy przegrał z Siergiejem Kazakowem.
W 2000 r., Litwin reprezentował swój kraj na Igrzyskach Olimpijskich w Sydney, startując w kategorii słomkowej. W pierwszym pojedynku pokonał na punkty Ugandyjczyka Mohammeda Kizito, awansując do kolejnej rundy. Po pokonaniu Meksykanina Liborio Romero, Stapovičius przegrał w ćwierćfinale z Kimem Un-cholem, brązowym medalistą..